# Pferdefuß
Ein Pferdefuß bedeutet im deutschen Sprachgebrauch in der Regel unerwünschte bis unangenehme, z. T. versteckte  Begleiterscheinungen bei Vereinbarungen oder Verträgen, die aber in Kauf genommen werden (müssen), da es die Sache nur im Paket mit dem Pferdefuß gibt.

## Ursprung
In der christlichen Glaubensvorstellung tritt der Teufel, der mit einem Pferdefuß oder mit einem Ziegenfuß dargestellt wird, immer wieder als Verführer der Menschen auf, um sich ihre Seelen zu sichern. Dies geschieht oftmals durch Verträge, die den Betreffenden allerlei Annehmlichkeiten zusichern, aber ihnen auch Bestimmtes verbieten (vergleiche das Märchen vom Bärenhäuter) bzw. gänzlich nach dem Tod die Seele dem Teufel übermachen. Volkstümlich wird seit dem Mittelalter der Teufel häufig mit Hörnern, Schwanz und Klauen eines Bockes dargestellt. Dies leitet sich aus der Tradition des  griechischen Gottes Pan ab, der ebenfalls den Menschen gegenüber als Verführer und Verwirrer auftrat.
In der Neuzeit taucht zunehmend der Pferdefuß auf, dessen Herkunft unklar ist. Der Teufel tritt in vielen Sagen verkleidet auf und wird dann oftmals durch seinen hervorlugenden Pferdefuß entlarvt. Dies hat Eingang in den Sprachgebrauch gefunden, um eine Täuschung, Hinterlist oder versteckten Nachteil zu bezeichnen:
„Die Sache hat einen Pferdefuß.“ – Die so bezeichnete Abmachung enthält eine versteckte Falle oder einen unschönen Nebeneffekt. Synonym: „Die Sache hat einen Haken.“